# تينيوبيجيا

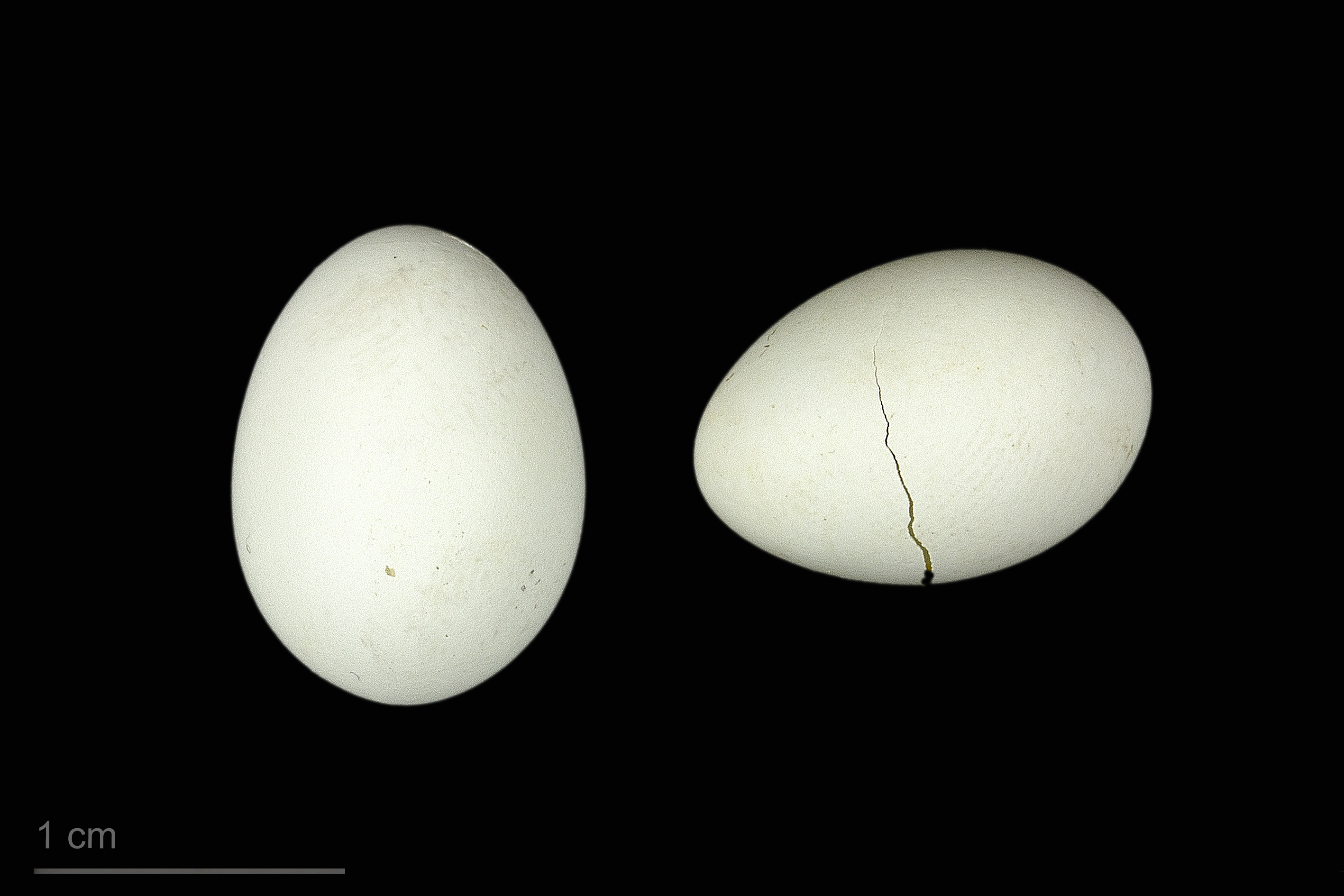
Taeniopygia guttata castanotis

تينيوبيجيا هو جنس من الطيور الجواثم الصغيرة في عائلة شمعية المنقار، ويحتوي على نويعين ينحدر كلاهما من أستراليا.

## الأنواع
| صورة | الاسم الشائع        | الاسم العلمي           | التوزيع            |
| ---- | ------------------- | ---------------------- | ------------------ |
|      | عصفور ذو رباط مزدوج | Taeniopygia bichenovii | شمال وشرق أستراليا |
|      | شرشور مخطط          | Taeniopygia guttata    | وسط أستراليا       |